# Liste der türkischen Botschafter in Estland
Der türkische Botschafter residiert in Tallinn.
| Ernannt / Akkreditiert | Name              | Bemerkungen                                     | ernannt während der Regierung von | akkreditiert während der Regierung | Posten verlassen |
| ---------------------- | ----------------- | ----------------------------------------------- | --------------------------------- | ---------------------------------- | ---------------- |
| 14. Nov. 1935          | Nuri Batu         | war in den drei baltischen Staaten akkreditiert | İsmet İnönü                       | Konstantin Päts                    | 1939             |
| 1. Nov. 2001           | Ömer Altuğ        | 2007 türkischer Generalkonsul in Düsseldorf     | Bülent Ecevit                     | Mart Laar                          | 15. Nov. 2005    |
| 1. Dez. 2005           | Fatma Şule Soysal |                                                 | Recep Tayyip Erdoğan              | Andrus Ansip                       | 16. Apr. 2009    |
| 1. Okt. 2009           | Ayşenur Alpaslan  |                                                 | Recep Tayyip Erdoğan              | Andrus Ansip                       |                  |